# Frontiera
Frontiera – pierwszy wspólny album Haliny Benedyk i Marca Antonellego, wydany 13 maja 2011 nakładem wydawnictwa MTJ. 
Album zawiera 14 premierowych utworów duetu, a singlem promującym płytę został utwór „Frontiera”, który na Festiwalu w Sopocie w 1984 roku zajął 3. miejsce. Bonusem dołączonym do albumu jest nakręcony do singla teledysk.

## Lista utworów
Opracowano na podstawie materiału źródłowego.
1. „Non Amarmi” – 4:02
2. „Frontiera” – 3:56
3. „A Citta’e Pullecenella” – 3:35
4. „Quando L’amore Se Ne Va’” – 3:46
5. „Brividio Felino” – 3:35
6. „Vorrei Incontrarti Fra 100 Anni” – 3:52
7. „La Voce Del Silenzio” – 3:22
8. „Chesta Sera – Czas ucieka” – 3:59
9. „Non Riesco A Farti Innamorare” – 3:34
10. „Io Te Vurria Vasa’” – 3:52
11. „Dicitencello Vuie” – 3:36
12. „Cambiare” – 4:10
13. „Se Mi Vuoi” – 3:08
14. „Se Sei Tu” – 3:44
15. „Frontiera” (utwór dodatkowy + teledysk) – 3:56